# Famiglie olfattive
Con il termine famiglie olfattive si indica la categorizzazione dei profumi in base agli elementi che lo compongono. Tale categorizzazione è stata sviluppata dalla commissione tecnica della Société Française des Parfumeurs allo scopo di fornire un linguaggio descrittivo univoco ed uniforme che potesse essere condiviso da addetti ai lavori ed appassionati di profumeria. Originariamente furono sviluppate sette famiglie olfattive dai nomi francesi per descrivere le fragranze esistenti all'epoca. Tuttavia con il passare degli anni e lo sviluppo dell'industria sono nate numerose altre famiglie, benché mai ufficialmente riconosciute dalla Société Française des Parfumeurs.

## Famiglie olfattive ufficiali[1]
| Famiglia                  | Descrizione | Sottofamiglie | Esempi |
| ------------------------- | --- | --- | --- |
| A - Esperidata o agrumata | Agrumati sono gli oli essenziali ricavati dalle bucce di alcuni agrumi come bergamotto, limone, lime, arancia, pompelmo e mandarino, a cui vengono aggiunti altri elementi correlati come essenza di fiori d'arancio, petit grain, o neroli. Caratterizzano principalmente le Eau de Cologne sia maschili che femminili. Sono caratterizzati da freschezza e leggerezza.                                                               | - A1 - Agrumata - A2 - Agrumata Floreale Chypre - A3 - Agrumata Speziata - A4 - Agrumata Legnosa - A5 - Agrumata Aromatica - Agrumata Floreale Legnosa - Agrumata Muschiata. | - Eau Parfumée di Bulgari - Eau de Rochas di Rochas - Ô de Lancôme di Lancôme - CK One di Calvin Klein - Escale à Portofino di Christian Dior - Saharienne di Yves Saint Laurent - Armani Code Sport di Giorgio Armani                |
| B - Fiorita o floreale    | Floreali sono gli oli essenziali ricavati dai fiori (gelsomino, rosa, mughetto, violetta, tuberosa, ylang-ylang, narciso ecc.) e rappresentano la famiglia più grande nell'industria profumiera. Le fragranze possono essere costituite su un solo fiore o su un "bouquet". Data la loro profumazione estremamente dolce, sono tipicamente utilizzati nei profumi femminili e vengono generalmente arricchiti da note di altri gruppi. | - B1 - Monofloreale - B2 - Floreale Muschiata - B3 - Bouquet Floreale - B5 - Floreale Aldeidica - B6 - Floreale puro/floreale ricco/floreale dolce - B4 - Floreale Verde - B7 - Floreale Fruttata Legnosa - B8 - Floreale sensuale - B9 - Floreale Marina - Floreale Legnosa - Floreale Fruttata. | - Chanel No. 5 di Chanel - Le Parfum di Elie Saab - Gardenia di Chanel - Ô de l'Orangerie di Lancôme - Beauty di Calvin Klein - Chanel No. 22 di Chanel - Fleur de Cristal di Lalique                                                 |
| C - Fougère               | Fougère (felce in francese), che a differenza delle altre famiglie ha un nome di fantasia e non necessariamente legato ai suoi materiali, sono le fragranze ottenute unendo elementi come la lavanda, vari tipi di legni, muschi, bergamotto, cumarina ecc. Hanno un odore fresco ed amarognolo, e sono principalmente compresi in questa famiglia profumi maschili.                                                                   | - C1 - Fougère - C2 - Fougère Leggermente Ambrata - C3 - Fougère Ambrata Floreale - C4 - Fougère Speziata - C5 - Fougère Aromatica - Fougère Fruttata. | - Azzaro pour Homme di Azzaro - CK IN2U for Him di Calvin Klein - Eternity Summer for Men di Calvin Klein - Stetson Sierra di Coty - D&G di Dolce e Gabbana - Emporio Armani Night di Giorgio Armani                                  |
| D - Chypre                | Famiglia olfattiva nata in seguito al successo di Chypre di François Coty, da cui eredita il nome. Le fragranze appartenenti a questa famiglia sono realizzate soprattutto sulla base dell'unione di muschio di quercia, cisto-labdano, patchouli, bergamotto a note fiorite o fruttate come la lavanda o la noce moscata. È caratterizzato da una fragranza acuta ed avvolgente.                                                      | - D1 - Chypre - D2 - Chypre Floreale - D3 - Chypre Floreale Aldeidica - D4 - Chypre Fruttata - D5 - Chypre Verde - D6 - Chypre Aromatica - D7 - Chypre Cuoiata | - Chypre di François Coty - Stetson di François Coty - Aramis di Aramis - Dioressence di Christian Dior - Gucci Pour Homme di Gucci - Derby di Guerlain - Trophee di Lancome - Monsieur Lanvin di Lanvin - Polo Crest di Ralph Lauren |
| E - Legnosa               | Essenzialmente maschili, le fragranze della famiglia boises sono caratterizzati dalle note di legni pregiati come il cedro o il sandalo o conifere come il pino o il cipresso, o profumi che ricordano erbe di foresta come il patchouli o il vetiver. Spesso questi profumi sono introdotti da note aromatiche o agrumate. | - E1 - Legnosa - E2 - Legnosa Agrumata Coniferosa - E3 - Legnosa Aromatica - E4 - Legnosa Speziata - E5 - Legnosa Speziata Cuoiata - E6 - Legnosa Ambrata - Legnosa Marina - Legnosa Fruttata - Legnosa Muschiata                                                                                 | - Eau de Vetyver di Givenchy - Givenchy Gentleman di Givenchy - Vétiver di Guerlain - Vol de Nuit di Guerlain - Miss Balmain di Pierre Balmain - Bois et Musc di Serge Lutens - Green Jeans di Versace                                |
| F - Orientale             | Sono definiti ambrati i profumi che rientrano in questa famiglia e che sono caratterizzati da note dolci, cipriate, e fiorite molto pronunciate e persistenti. Soprattutto femminili, caratteristiche di queste fragranze sono le note di ambra grigia, muschio, vaniglia, legni esotici, spesso accompagnate da fiori esotici e spezie. Sono fragranze dai toni caldi e sensuali.                                                     | - F1 - Ambrata Floreale Legnosa - F2 - Ambrata Floreale Speziata - F3 - Ambrata Leggera - F4 - Ambrata Agrumata - F5 - Semi Ambrata Floreale - F6 - Ambrata Floreale Fruttata | - Euphoria Luminous Lustre di Calvin Klein - Allure Homme di Chanel - Emeraude di Coty - The One Gentleman di Dolce & Gabbana - Passion di Elizabeth Taylor - Habanita di Molinard - Phileas di Nina Ricci - Mystere di Rochas        |
| G - Muschiati o cuoiati   | Fanno parte della famiglia dei muschiati quelle fragranze create con una filosofia controcorrente. Vengono riprodotti quindi dalle note secche ed amare, che vogliono riprodurre l'odore del cuoio e del tabacco. Sono spesso accompagnate da note floreali. | - G1 - Cuoiata - G2 - Cuoiata Floreale - G3 - Cuoiata Tabaccata | - Cuir de Russie di Chanel - Only the brave di Diesel - Eau D'Hermes di Hermes - Jolie Madame di Pierre Balmain - Vendetta Uomo di Valentino                                                                                          |

## Famiglie olfattive non ufficiali[1]
| Famiglia                 | Descrizione | Esempi |
| ------------------------ | ----------- | ------ |
| Aquatici, ozonico-marini |             |        |
| Aldeidati                |             |        |
| Animali                  |             |        |
| Aromatici                |             |        |
| Balsamici                |             |        |
| Erbacei                  |             |        |
| Fiorentali               |             |        |
| Fruttati                 |             |        |
| Speziati                 |             |        |
| Verdi                    |             |        |
| Gourmand                 |             |        |
| Lattonici                |             |        |
| Terrosi                  |             |        |